# Aspicilia uplandica
Aspicilia uplandica är en lavart som först beskrevs av H.Magn., och fick sitt nu gällande namn av Marijke C. Creveld. Aspicilia uplandica ingår i släktet Aspicilia, och familjen Megasporaceae. Arten är reproducerande i Sverige.